# 1839 ve fotografii
Tento článek obsahuje významné fotografické události v roce 1839.

## Události
- 9. ledna – patentovala Francouzská akademie věd vynález Louis Daguerra daguerrotypii. Obraz vznikl exponováním na postříbřenou destičku vystavenou účinkům jodových par, kterou vyvíjel v letech 1835–1837.
- 24. června – Hippolyte Bayard uskutečnil první veřejnou výstavu fotografií na světě.
- William Fox Talbot dokončil proces kopírování negativ/pozitiv, který se používá dodnes v moderní fotografii. Označil jej jako kalotypie (fotogenické kreslení).
- John Herschel předvedl sulfid sodný (v anglosaských zemích známý jako hypo, nebo sodium thiosulfate) jako ustalovač a udělal první negativ na skle.
- Mungo Ponton vynalezl chromový proces.
- 25. září (někdy 16. října[1]) – Joseph Saxton pořídil první fotografii v USA. Zobrazuje Centrální střední školy ve Filadelfii, (anglicky: Philadelphia Central High School).[2][3]
- říjen – Robert Cornelius se stal autorem jednoho z prvních portrétních snímků člověka a zároveň autoportrétu v historii fotografie. Vlastní portrét – daguerrotypii – pořídil před rodinným obchodem a je na ní středový čelní portrét muže se zkříženýma rukama a rozcuchanými vlasy.[3]

## Narození v roce 1839
- 25. ledna – Frederikke Federspiel, dánská fotografka († 16. června 1913)
- 29. ledna – Josef Böttinger, fotograf († 14. října 1914)
- 14. února – Louis-Émile Durandelle, francouzský fotograf architektury († 12. března 1917)
- 23. dubna – Adelaide Conroy, maltská fotografka († ?)
- 26. dubna – Christoffer Gade Rude, norský fotograf († 6. března 1901)
- 9. června – Edvard Skari, norský malíř marin a fotograf ((† 8. prosince 1903)
- 20. června – Adolf Pech, český malíř a fotograf, bratr básnířky Elišky Krásnohorské († 27. června 1901)
- 6. srpna – Raimund von Stillfried, rakouský malíř a fotograf († 12. srpna 1911)
- 11. září – Mary Anna Draperová, americká mecenáška, astronomka a odborná asistentka manžela Henryho Drapera, průkopníka astronomické fotografie, se kterým spolupracovala a zdokonalovala se v astronomii († 8. prosince 1914)
- 26. srpna – Kristen Feilberg, dánský fotograf († 1919)
- 2. prosince – N. E. Sinding, dánský malíř, portrétista a dvorní fotograf († 24. května 1902)
- ? – Johanna Ullricka Bergstrøm Skagenová, norská profesionální fotografka švédského původu, portréty v ateliéru († 1882)
- ? – Eugenio Courret, francouzský fotograf, který žil a provozoval ateliér ve městě Lima (Peru) (22. září 1839 – 23. června 1920)